# Al MacInnis
Temple de la renommée : 2007
Allan MacInnis, dit Al MacInnis, (né le 11 juillet 1963 à Port Hood ville de la Nouvelle-Écosse au Canada) est un joueur canadien de hockey sur glace professionnel retraité qui joua 23 saisons dans la Ligue nationale de hockey pour les Flames de Calgary et les Blues de Saint-Louis. Il est reconnu comme l'un des plus grands défenseurs de l'histoire.

## Carrière de joueur
Défenseur vedette reconnu pour la puissance de son lancer frappé, Al MacInnis fut repêché 15e au total par les Flames de Calgary au repêchage d'entrée dans la LNH 1981. Il commença sa carrière chez les professionnels en 1981 avec les Flames et remporta avec ces derniers la Coupe Stanley en 1989, se méritant en même temps le trophée Conn-Smythe. Il fut échangé par les Flames durant la saison morte de 1994 aux Blues de St-Louis en retour d'un autre défenseur offensif : Phil Housley.  1994-1995.
L'un des rares défenseurs à avoir cumulé 1 000 points en carrière, MacInnis se retira de la compétition le 9 septembre 2005, après avoir raté près de deux saisons complètes à cause d'une blessure puis à cause du lock-out qui annula toute la saison 2004-2005 de la LNH. Son numéro 2 fut retiré par les Blues le 9 avril 2006.
Au cours de sa carrière, MacInnis fut connu principalement pour son lancer frappé dévastateur. Au cours des concours d'habileté précédant le Match des étoiles de 2000, il remporta le concours du tir le plus puissant pour une 4e année consécutive; il remporta le concours 7 fois en carrière. Le 12 novembre 2007, il est admis au Temple de la renommée du hockey en tant que joueur en compagnie de Scott Stevens, Ron Francis et Mark Messier.
Le 8 octobre 2009, les Blues de Saint-Louis dévoilent devant leur amphithéâtre, le Scottrade Center, une statue à son effigie. Celle-ci est exposée au côté d'un autre grand joueur des Blues et membre du temple de la renommée, Bernie Federko.

### La puissance de son lancer frappé
Le 17 janvier 1984, lors d'un match face aux Blues de Saint-Louis, Al MacInnis a littéralement fendu le casque du gardien de but Mike Liut avant que la rondelle ne pénètre dans le but grâce à son puissant lancer frappé. C'est à partir de ce moment qu'il a démontré la puissance de son tir.

## Honneurs individuels et collectifs
- Participations au Match des étoiles : 14 (1985, 1988, 1989, 1990, 1991, 1992, 1994, 1996, 1997, 1998, 1999, 2000, 2001 et 2003).
- Trophée Max-Kaminsky : 1 (meilleur défenseur de la ligue de hockey de l'Ontario - Ligue de hockey de l'Ontario saison 1982-1983).
- Coupe Stanley : 1 (1989).
- Trophée Conn-Smythe : 1 (1989).
- Trophée James-Norris : 1 (1999).
- Son numéro 2 est retiré par les Blues le 9 avril 2006.
- Nommé parmi les 100 plus grands joueurs de la LNH à l'occasion du centenaire de la ligue[3] en 2017.

## Statistiques
| Saison     | Équipe               | Ligue      |       | Saison régulière | Saison régulière | Saison régulière | Saison régulière | Saison régulière |    | Séries éliminatoires | Séries éliminatoires | Séries éliminatoires | Séries éliminatoires | Séries éliminatoires |
| Saison     | Équipe               | Ligue      | PJ    | B                | A                | Pts              | Pun              | PJ               | B  | A                    | Pts                  | Pun                  |                      |                      |
| 1979-1980  | Pat Blues de Regina  | LHJS       |       |                  |                  |                  |                  |                  |    |                      |                      |                      |                      |                      |
| 1979-1980  | Pats de Regina       | LHOu       | 2     | 0                | 0                | 0                | 0                |                  |    |                      |                      |                      |                      |                      |
| 1980-1981  | Rangers de Kitchener | LHO        | 47    | 11               | 28               | 39               | 59               |                  |    |                      |                      |                      |                      |                      |
| 1981-1982  | Rangers de Kitchener | LHO        | 59    | 25               | 50               | 75               | 145              | 15               | 5  | 10                   | 15                   | 44                   |                      |                      |
| 1981-1982  | Flames de Calgary    | LNH        | 2     | 0                | 0                | 0                | 0                |                  |    |                      |                      |                      |                      |                      |
| 1982-1983  | Rangers de Kitchener | LHO        | 51    | 38               | 46               | 84               | 67               | 8                | 3  | 8                    | 11                   | 9                    |                      |                      |
| 1982-1983  | Flames de Calgary    | LNH        | 14    | 1                | 3                | 4                | 9                |                  |    |                      |                      |                      |                      |                      |
| 1983-1984  | Flames du Colorado   | LCH        | 19    | 5                | 14               | 19               | 22               |                  |    |                      |                      |                      |                      |                      |
| 1983-1984  | Flames de Calgary    | LNH        | 51    | 11               | 34               | 45               | 42               | 11               | 2  | 12                   | 14                   | 13                   |                      |                      |
| 1984-1985  | Flames de Calgary    | LNH        | 67    | 14               | 52               | 66               | 75               | 4                | 1  | 2                    | 3                    | 8                    |                      |                      |
| 1985-1986  | Flames de Calgary    | LNH        | 77    | 11               | 57               | 68               | 76               | 21               | 4  | 15                   | 19                   | 30                   |                      |                      |
| 1986-1987  | Flames de Calgary    | LNH        | 79    | 20               | 56               | 76               | 97               | 4                | 1  | 0                    | 1                    | 0                    |                      |                      |
| 1987-1988  | Flames de Calgary    | LNH        | 80    | 25               | 58               | 83               | 114              | 7                | 3  | 6                    | 9                    | 18                   |                      |                      |
| 1988-1989  | Flames de Calgary    | LNH        | 79    | 16               | 58               | 74               | 126              | 22               | 7  | 24                   | 31                   | 46                   |                      |                      |
| 1989-1990  | Flames de Calgary    | LNH        | 79    | 28               | 62               | 90               | 82               | 6                | 2  | 3                    | 5                    | 8                    |                      |                      |
| 1990-1991  | Flames de Calgary    | LNH        | 78    | 28               | 75               | 103              | 90               | 7                | 2  | 3                    | 5                    | 8                    |                      |                      |
| 1991-1992  | Flames de Calgary    | LNH        | 72    | 20               | 57               | 77               | 83               |                  |    |                      |                      |                      |                      |                      |
| 1992-1993  | Flames de Calgary    | LNH        | 50    | 11               | 43               | 54               | 61               | 6                | 1  | 6                    | 7                    | 10                   |                      |                      |
| 1993-1994  | Flames de Calgary    | LNH        | 75    | 28               | 54               | 82               | 95               | 7                | 2  | 6                    | 8                    | 12                   |                      |                      |
| 1994-1995  | Blues de Saint-Louis | LNH        | 32    | 8                | 20               | 28               | 43               | 7                | 1  | 5                    | 6                    | 10                   |                      |                      |
| 1995-1996  | Blues de Saint-Louis | LNH        | 82    | 17               | 44               | 61               | 88               | 13               | 3  | 4                    | 7                    | 20                   |                      |                      |
| 1996-1997  | Blues de Saint-Louis | LNH        | 72    | 13               | 30               | 43               | 65               | 6                | 1  | 2                    | 3                    | 4                    |                      |                      |
| 1997-1998  | Blues de Saint-Louis | LNH        | 71    | 19               | 30               | 49               | 80               | 8                | 2  | 6                    | 8                    | 12                   |                      |                      |
| 1998-1999  | Blues de Saint-Louis | LNH        | 82    | 20               | 42               | 62               | 70               | 13               | 4  | 8                    | 12                   | 20                   |                      |                      |
| 1999-2000  | Blues de Saint-Louis | LNH        | 61    | 11               | 28               | 39               | 34               | 7                | 1  | 3                    | 4                    | 14                   |                      |                      |
| 2000-2001  | Blues de Saint-Louis | LNH        | 59    | 12               | 42               | 54               | 52               | 15               | 2  | 8                    | 10                   | 18                   |                      |                      |
| 2001-2002  | Blues de Saint-Louis | LNH        | 71    | 11               | 35               | 46               | 52               | 10               | 0  | 7                    | 7                    | 4                    |                      |                      |
| 2002-2003  | Blues de Saint-Louis | LNH        | 80    | 16               | 52               | 68               | 61               | 3                | 0  | 1                    | 1                    | 0                    |                      |                      |
| 2003-2004  | Blues de Saint-Louis | LNH        | 3     | 0                | 2                | 2                | 6                |                  |    |                      |                      |                      |                      |                      |
| Totaux LNH | Totaux LNH           | Totaux LNH | 1 416 | 340              | 934              | 1 274            | 1 501            | 177              | 39 | 121                  | 160                  | 255                  |                      |                      |

## Carrière Internationale
- Porte les couleurs du Canada au championnat du monde de 1990.
- Remporte la Coupe Canada avec le Canada en 1991.
- Participe aux Jeux olympiques de Nagano de 1998.
- Remporte la médaille d'or aux Jeux olympiques de Salt Lake City en 2002.